# Pal Piccolo
Pal Piccolo är ett berg i Österrike, på gränsen till Italien. Det ligger i den centrala delen av landet, 300 km sydväst om huvudstaden Wien. Toppen på Pal Piccolo är 1 580 meter över havet.
Terrängen runt Pal Piccolo är bergig. Runt Pal Piccolo är det ganska glesbefolkat, med 21 invånare per kvadratkilometer.. Närmaste större samhälle är Irschen, 18,3 km norr om Pal Piccolo. 
I omgivningarna runt Pal Piccolo växer i huvudsak blandskog.